# Conny H. Antoni

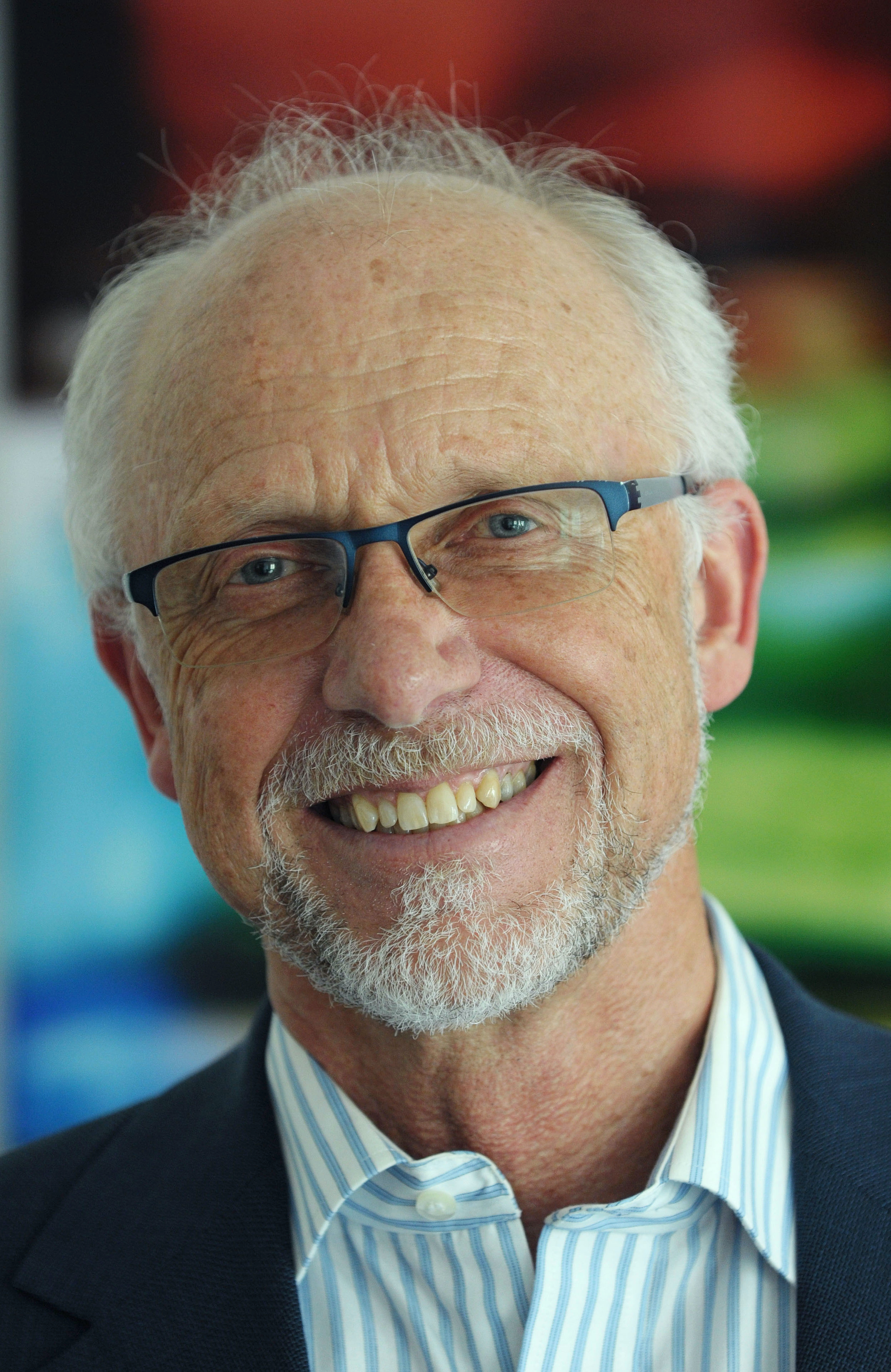
Conny H. Antoni (2018)

Conny Herbert Antoni (Conny H. Antoni) (* 1956) ist ein deutscher Psychologe und Seniorforschungsprofessor für Arbeits-, Betriebs und Organisationspsychologie an der Universität Trier.

## Werdegang und Leben
1984 beendete er ein Psychologiestudium als Diplom-Psychologe an der Universität Mannheim, wo er 1989 mit dem Thema Qualitätszirkel als Modell partizipativer Gruppenarbeit. Analyse der Möglichkeiten und Grenzen aus der Sicht betroffener Mitarbeiter promovierte und wo er sich 1996  mit einem Thema über teilautonome Arbeitsgruppen habilitierte. Nach dem Studium war er bis 1994 als Wissenschaftlicher Mitarbeiter an der Universität Mannheim beschäftigt.
1994 wechselte er an die Universität Bielefeld als Lehrstuhlvetreter, wo er 1996 nach der erfolgreichen Habilitation in Mannheim auf eine Professur für Arbeits-, Betriebs- und Organisationspsychologie berufen wurde.
Seit 1997 ist er Professor für Arbeits-, Betriebs- und Organisationspsychologie  an der Universität Trier,  die Professur wurde mit Erreichen des Emeritierungsalters in eine Seniorforschungsprofessur umgewandelt.  Von 2008 bis 2014 sowie von 2020 bis 2023 war er dort Dekan des Faches Psychologie.

### Funktionen
Von 2014 bis 2016 war er Vizepräsident und von  2016 bis 2018 Präsident der Deutschen Gesellschaft für Psychologie. Dort wirkt Antoni in der Kommission Psychologie und Psychotherapieausbildung, sowie in der Kommission Studium und Lehre mit. 1998 bis 2002 war er Sprecher der Fachgruppe Arbeits- und Organisationspsychologie.
Seit 2019 bis heute ist er Vorsitzender des Fakultätentages Psychologie.

## Forschung und Lehre
Als spezielle Forschungsschwerpunkte werden angegeben: Teamarbeit und Teamprozesse, Arbeit und Gesundheit, Führung, Reward Management und Coaching Wirkungsforschung. U.a werden zwei Drittmittelprojekte hervorgehoben:
- Adaptives Vergessen durch emergente Wissensstrukturen in sozio-technischen Systemen (DFG Schwerpunktprogramm 1921 Intentional Forgetting in Organisationen) sowie
- Modelle ressourcenorientierter und effektiver Führung digitaler Projekt- und Teamarbeit  (BMBF Programm: Zukunft der Arbeit. Innovationen für die Produktion, Dienstleistung und Arbeit von morgen. Forschungsschwerpunkt: Arbeit in der digitalisierten Welt)[5] (vlead.de)[6]

In der Lehre wurden verschiedenste Veranstaltungen auf seinem Gebiet in Trier angeboten. Er ist externer Dozent im Fernstudiengang für Arbeits- und Organisationspsychologie (M.A.) der Bergischen Universität Wuppertal.
Antoni gehörte seit der 1. European Reward Management Conference 2007 des European Institute for Advanced Studies in Management in Brüssel zum Organisationskommitee bei bisher neun Veranstaltungen und war 2009 bei der 2. Konferenz Chairperson. Im Jahr 2024 fand die bisher jüngste Veranstaltung statt.

## Publikationen
ResearchGate kennt Stand Juli 2025 164 Publikationen von und mit Antoni, die 2413 Mal zitiert wurden. In Google Scholar sind mit Stand von Juli 2025 für 266 Arbeiten, an denen er beteiligt war 2637 Zitierungen erfasst bei einem h-Index von 36. Eine ausführlichere  Liste ausgewählter Publikationen findet sich auch auf seiner Webseite der Universität.
Antoni ist Mitherausgeber der Zeitschrift für Arbeits- und Organisationspsychologie, Mitglied im Editorial Board von European Journal of Work and Organizational Psychology, von European Journal of Psychology Open, von Team Performance Management, und von Gruppe. Interaktion. Organisation. Zeitschrift für Angewandte Organisationspsychologie (GIO).

### Bücher (Auswahl)
- C. H. Antoni, U. Hellert, E. Latniak  (Hrsg.): Digitale Führung und Zusammenarbeit. Konzepte, Tools, Erfahrungen für die Arbeitswelt 4.0. Berlin, Heidelberg: Springer Vieweg 2024. Open Access ISBN 978-3-662-63764-7
- C. H. Antoni, P. Friedrich, A. Haunschild, M. Josten, R. Meyer, R. (Hrsg.): Work-Learn-Life-Balance in der Wissensarbeit. Herausforderungen, Erfolgsfaktoren und Gestaltungshilfen für die betriebliche Praxis. Wiesbaden: Springer 2013. ISBN 978-3-658-04078-9
- C.H. Antoni, A. Haunschild, R. Meyer, S. Hiestand, R. Oertel, R.:  „Niemand weiß immer alles“. Über den Zusammenhang von Kompetenz- und Organisationsentwicklung in der Wissensarbeit. Berlin: edition sigma 2013. ISBN 3-8360-8751-0
- M. Vartiainen, C. H. Antoni, X. Baeten, N. Hakonen, R. Lucas, H. Thierry, H. (Eds.):  Reward management - facts and trends in Europe. Lengerich: Pabst 2008. ISBN 978-3899674798
- C. H. Antoni, X. Baeten, B. Emans, M.Kira, M. (Eds.): Shaping pay in Europe. A stakeholder approach. Bruxelles: Lang 2007. ISBN 978-9-05201037-3
- C. H. Antoni: Teamarbeit gestalten. Grundlagen, Analysen, Lösungen. Weinheim: Beltz 2000. ISBN 3-407-36020-7
- C. H. Antoni, E. Eyer, J. Kutscher (Hrsg.): Das flexible Unternehmen. Arbeitszeit, Gruppenarbeit, Entgeltsysteme. Wiesbaden: Gabler 1996. ISBN 3-933814-10-3
- C. H. Antoni: Teilautonome Arbeitsgruppen. Ein Königsweg zu mehr Produktivität und einer menschengerechten Arbeit? Weinheim: Psychologie Verlags Union 1996. ISBN 978-3-62127329-9
- C. H. Antoni (Hrsg.): Gruppenarbeit in Unternehmen - Konzepte, Erfahrungen, Perspektiven. Weinheim: Psychologie Verlags Union 1994, 2. Aufl. 1996. ISBN 978-3-62127243-8